# Leah Williamson
Leah Williamson (Milton Keynes, 1997. március 29. –) angol női válogatott labdarúgó. Az Arsenal játékosa.

## Pályafutása

### A válogatottban
Williamson Anglia összes korosztályos csapatában szerepelt. A 2014-es U17-es női Európa-bajnokságon csapatkapitányként vezette az elődöntőbe hazáját. 2014-ben részt vett a Kanadában rendezett U20-as világbajnokságon és az U19-es Európa-bajnokságon 2015-ben, ahol ezüstérmet szerzett.
2017 novemberében kapta meg első felnőtt behívóját a Kazahsztán és a Bosznia-Hercegovina elleni vb-selejtező mérkőzésekre, azonban bemutatkozására az Oroszország elleni 3-1-es angol győzelemmel zárult selejtezőn került sor, Keira Walsh cseréjeként a 84. percben szavaztak számára bizalmat.
2019 márciusában SheBelieves-kupa győzelmet ünnepelhetett az amerikai nemzetközi tornán csapattársaival.
Miután Anglia kijutott a Franciaországban rendezett világbajnokságra, Phil Neville szövetségi kapitány 23-as keretében is feltüntette Williamson nevét.
Első gólját 2019. november 12-én a Csehország elleni győzelmet jelentő találatával szerezte a mérkőzés 86. percében.

## Sikerei

### Klubcsapatokban
Angol bajnok (1):
- Arsenal (1): 2018–19

 Angol kupagyőztes (2):
- Arsenal: 2013–14, 2015–16

 Angol ligakupa-győztes (2):
- Arsenal: 2015, 2017–18

### A válogatottban
Anglia
- SheBelieves-kupa győztes (1): 2019

### Egyéni
- Az év fiatal játékosa (1): 2015[8]